# Macrotarsipus africanus
Macrotarsipus africanus is een vlinder uit de familie wespvlinders (Sesiidae), onderfamilie Sesiinae.
Macrotarsipus africanus is voor het eerst wetenschappelijk beschreven door Beutenmüller in 1899. De soort komt voor in het Afrotropisch gebied.